# Vrt bjegunaca
Vrt bjegunaca (tal. Orto dei Fuggiaschi) je arheološko nalazište koje se nalazi u drevnom uništenom gradu Pompejima, u Regio 1 Insula 21. Sadrži odljeve 13 žrtava erupcije Vezuva 79. godine.
Insula je nekoć sadržavala više gradskih kuća od dvije koje stoje na sjeverozapadnom kraju insule, ali je ostatak područja bio uglavnom pretvoren u povrtnjak i vinograd prije erupcije, s triklinijem prekrivenim pergolom za bankete na otvorenom.
Vrt se nalazi u blizini Velike Palaestre i odmah unutar vrata Nocera. Danas je opsežno i pažljivo ponovno zasađen kako bi predstavljao izvorni sadržaj.
Žrtve su bili odrasli i djeca, nekoliko ih je pronađeno blizu jedno uz drugo, a ostali su razbacani po cijelom području. Navodno su umrli dok su pokušavali pronaći izlaz iz Vrata Nocera, jer su bili iznad sloja plovućca koji je već dosegao visinu od 3,5 m, a zahvatio ih je piroklastični tok koji je bio koban.

## Otkriće
Bjegunce je razotkrio Amedeo Maiuri, nadzornik Pompeja. Otkriveni su 1961. kao šupljine u kojima je meso istrunulo. Kada su ispunjeni pariškim gipsom, otkrivena su tijela žrtava. Izvorno su pronađeni u tri manje skupine. Sada su prikazani u jednom dugom redu.
Maiuri je objavio priče za svako od tijela u izdanju National Geographica iz studenog 1961. ("Posljednji trenuci Pompejanaca"). Te se priče sada smatraju uglavnom izmišljenima.

## Žrtve

### Trgovac
Pripadajući skupini ljudi koju je Maiuri nazvao trgovačkom obitelji, ova žrtva se diže na ruke. Ima metalni čavao koji mu drži glavu i ruku uz tijelo.
Zbog kompresije kostiju u trgovčevu zglobu, utvrđeno je da je trgovac za života imao teški slučaj osteoartritisa. Postoje lomovi kostiju nadlaktice koji su se dogodili oko ili nakon smrti. Moguće je da ih je uzrokovao pad na ruku.

### Majka
Maiuri je opisala njezino tijelo kao "već oslabljeno porođajem". Ona leži s najmlađim djetetom, u blizini dvoje druge male djece, za koju je Maiuri rekla da su se držala za ruke i pala zajedno. Dvojica dječaka su prema forenzičkom stomatološkom pregledu imala između pet i dvije godine.

### Druga poljoprivredna obitelj
Opisana kao mladi par i njihova kći, službeno nazvana "Farmerova kći". Sudeći po stanju zuba, u trenutku smrti imala je oko 12-14 mjeseci. To je čini najmlađom žrtvom pronađenom u Pompejima.

### Sluga
Maiuri je opisao slugu koji je nosio torbu preko ramena i vodio posljednju obitelj na sigurno, međutim rendgenske snimke su otkrile da je pretpostavljena torba zapravo samo pogrešna forma gipsa. Na temelju podataka o kostima, sluga je bio otprilike u svojim srednjim tinejdžerskim godinama.

## Vanjske povezice
|  | Zajednički poslužitelj ima još gradiva o temi Vrt bjegunaca |